# Nemesia maltensis
Espèce
Nemesia maltensis est une espèce d'araignées mygalomorphes de la famille des Nemesiidae.

## Distribution
Cette espèce est endémique de l'île de Malte à Malte,.

## Description
Le mâle holotype mesure 12,3 mm et la femelle paratype 9,7 mm, les mâles mesurent de 8,7 à 12,3 mm et les femelles de 9,2 à 9,7 mm.

## Systématique et taxinomie
Cette espèce a été décrite par Cassar, Mifsud et Decae en 2022.

## Étymologie
Son nom d'espèce, composé de malt[a] et du suffixe latin -ensis, « qui vit dans, qui habite », lui a été donné en référence au lieu de sa découverte, l'île de Malte.

## Publication originale
- Cassar, Mifsud & Decae, 2022 : « The Nemesia trapdoor spider fauna of the Maltese archipelago, with the description of two new species (Araneae, Mygalomorphae, Nemesiidae). » European Journal of Taxonomy, vol. 806, p. 90-112 (texte intégral).